# ۳آی اسکای ارو
۳آی اسکای ارو (انگلیسی: 3I Sky Arrow) یک هواپیمای سبک دو سرنشینه با چیدمان پشت سر هم، پیشرانش از عقب، بال بالا از جنس الیاف کربن است که توسط شرکت ۳آی ایتالیا طراحی و ساخته شده‌است. این هواپیما با توجه به آسمانهٔ خاص و بزرگی که دارد و همچنین عقب بودن بال‌ها و موتور نسبت به نشیمنگاه خلبانان دید بسیار خوبی را در آسمان ارائه می‌کند. شرکت ۳آی در سال ۲۰۰۸ ورشکست شد و طرح هواپیمای مذکور را به مانیاگی آئروناتیکا واگذار کرد.

## انواع
- اسکای ارو ال اس ای (انگلیسی: Sky Arrow LSA)اسکای ارو ۶۵۰ تی سی ان

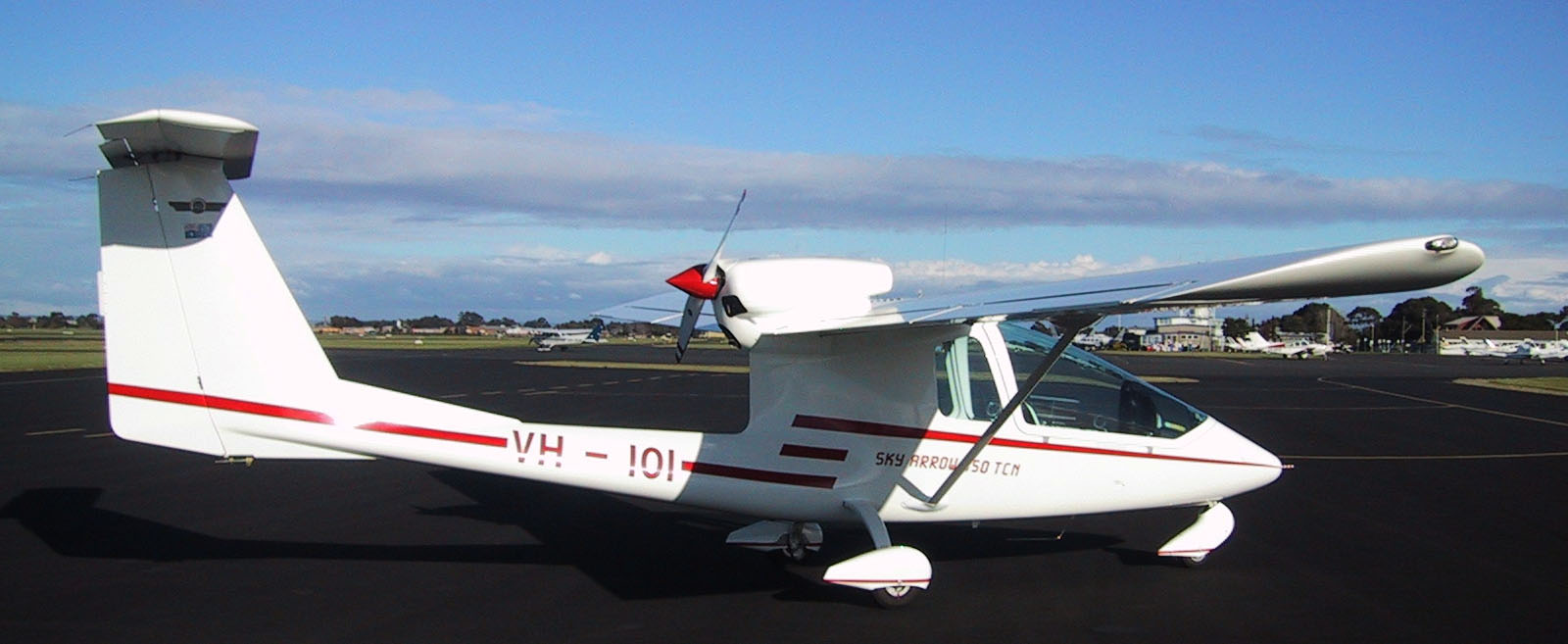
اسکای ارو ۶۵۰ تی سی ان

- اسکای ارو ۶۵۰ تی سی ان (انگلیسی: Sky Arrow 650 TCN)

هوانوردی عمومی- خارج از چرخه تولید
- اسکای ارو ۶۵۰ تی‌سی (انگلیسی: Sky Arrow 650 TC)
- اسکای ارو ۶۵۰ تی سی اننمای پشتی اسکای ارو ۶۵۰ تی سی ان مجهز به پیشرانش از عقب(انگلیسی: Sky Arrow 650 TCN)
- اسکای ارو تی سی ان اس (انگلیسی: Sky Arrow 650 TCNS)

هوانوردی عمومی - در حال تولید

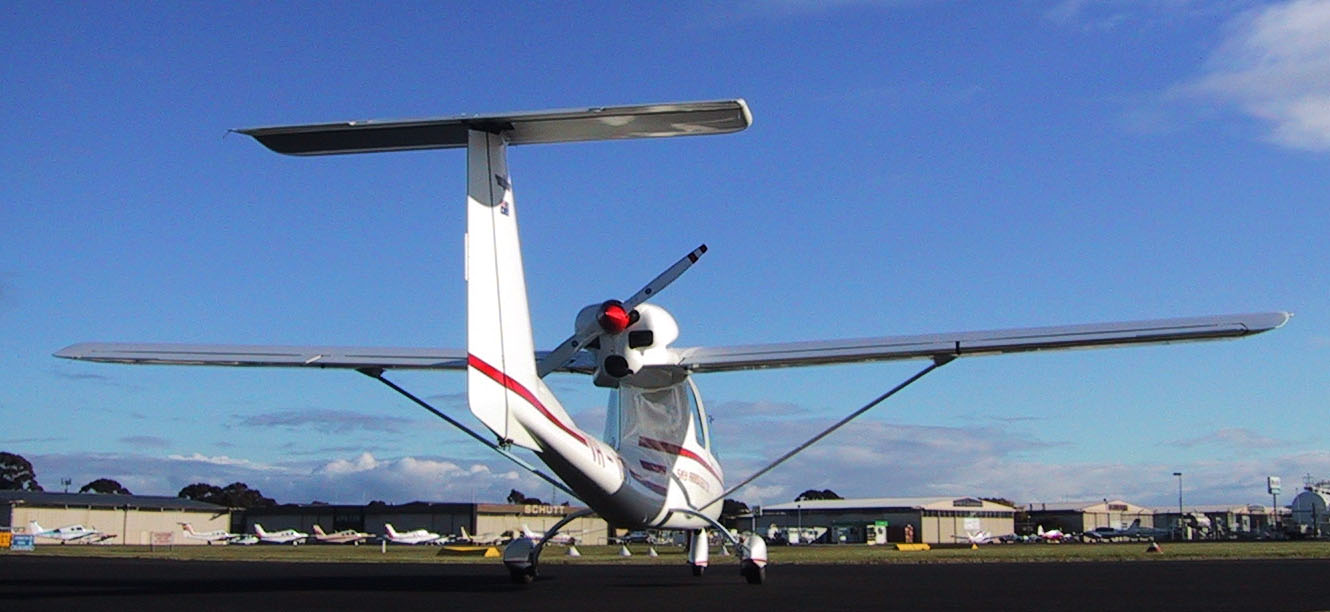
نمای پشتی اسکای ارو ۶۵۰ تی سی ان مجهز به پیشرانش از عقب

- اسکای ارو ۶۵۰ تی سی اس: (انگلیسی: Sky Arrow 650TCS)صندلی‌های اسکای ارو ۶۵۰ تی سی ان

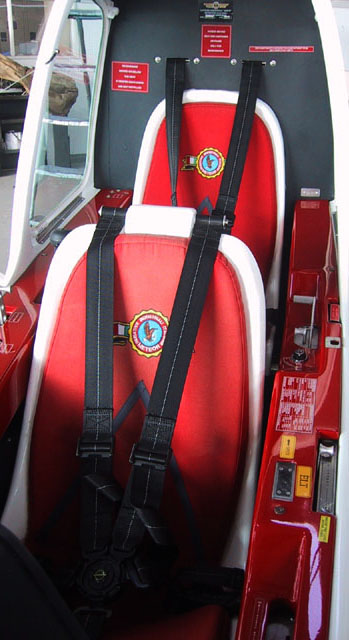
صندلی‌های اسکای ارو ۶۵۰ تی سی ان

(۱۰۰ اسب بخار قدرت) با حداکثر وزن برخاست ۶۵۰ کیلوگرم، وی‌اف‌آر
- اسکای ارو ۷۱۰ آرجی: (انگلیسی: Sky Arrow 710RG)

۱۰۰ اسب بخار قدرت با حداکثر وزن برخاست ۷۱۰ کیلوگرم و ارابهٔ فرود بهبود یافته
- اسکای ارو ۷۱۰ پلاس: (انگلیسی: Sky Arrow 710 PLUS)

۱۰۰ اسب بخار قدرت با حداکثر وزن برخاست ۷۱۰ کیلوگرم پو ارابه فرود ثابت
- اسکای ارو ۶۵۰ ایی آر ای: (انگلیسی: Sky Arrow 650 ERA)
- مجهز به سامانهٔ آر ای دبلیو ای اس برای اهداف خاص علمی[۵]

هواپیماهای سبک
- اسکای ارو ۴۵۰ تی‌اس (۱۰۰ اسب بخار) (انگلیسی: Sky Arrow 450TS (100 hp))
- اسکای ارو ۴۸۰ تی‌اس (۱۰۰ اسب بخار) (انگلیسی: Sky Arrow 480TS (100 hp))
- اسکای ارو ۵۰۰ تی‌اف (۸۰ اسب بخار) (انگلیسی: Sky Arrow 500TF (80 hp))

هواپیمای ورزشی سبک

- اسکای ارو ورزشی (۱۰۰ اسب بخار) (انگلیسی: Sky Arrow Sport (100 hp))

دارای توانمندی‌های لازم یرای استاندارد ای تی اس ام از ادارهٔ هوانوردی فدرال
هواپیمای پیش ساخته (کیت)
- اسکای ارو ۱۴۵۰ال (۱۰۰–۱۱۵ اسب بخار) (انگلیسی: Sky Arrow 1450L (100 hp/115 hp))

هواپیمای پیش ساخته با ۱۰ بخش آماده برای نصب در منزل

## خصوصیات (۶۵۰)
مشخصات عمومی
- خدمه: ۲
- :ظرفیت بارگیری  ۲۵۰ (کیلوگرم)
- طول: ۷.۶۰ (متر)
- پهنای بال: ۹.۶۸ (متر)
- ارتفاع: ۲.۶۵ (متر)
- وزن خالی: ۶۵۰ (کیلوگرم)

 عملکرد 
- سرعت بیشینه: ۱۹۴ (کیلومتر بر ساعت)
- سرعت پیمایش: ۱۸۷ (کیلومتر بر ساعت)
- سقف پروازی: ۴۱۰۰ (متر)
- نرخ اوج‌گیری: ۴٫۳ (متر بر ثانیه)